# Omar Sabbag
Omar Sabbag (Curitiba, 4 de setembro de 1923 – Curitiba, 17 de março de 1987) foi um engenheiro e político brasileiro. Foi prefeito da cidade de Curitiba, capital do Paraná, no período de 1967 a 1971.

## Biografia
Filho de Zake e Maria Gebran Sabbag e irmão do pianista Gebran Sabbag, nasceu em um casarão no centro de Curitiba (na Praça Generoso Marques).
Formou-se em engenharia pela Universidade Federal do Paraná (1947), com pós-graduação na Universidade de Harvard (1953) e mestrado em Ciências de Engenharia Sanitária. Trabalhou no Departamento de Água e Esgotos do Paraná e na Secretaria de Viação e Obras Públicas do Paraná.
Foi professor na Universidade Federal do Paraná, além de diretor da Sanepar e do Departamento Nacional de Obras e Saneamento. Foi indicado pelo então governador do Paraná, Paulo Pimentel, para assumir a cadeira de prefeito de Curitiba, tomando posse no dia 13 de março de 1967.

## Obras em sua gestão
Entre inúmeras obras, podemos citar:
- Criação do atual brasão da bandeira municipal;
- Viaduto do Capanema - liga a Rua Ubaldino do Amaral à antiga Avenida Centenário (atual Avenida Omar Sabbag), permitindo acesso rápido à face Leste e à saída para Paranaguá, pela BR-277. O viaduto passa por cima da Avenida Affonso Camargo;
- Canalizou o Rio Ivo para evitar enchentes no centro da cidade;
- Investiu em iluminação publica;
- Inaugurou o Palácio 29 de Março, sede definitiva da Prefeitura, Praça Generoso Borges no Paço Municipal.